# Glomeris primordialis
Glomeris primordialis är en mångfotingart som beskrevs av Karl Wilhelm Verhoeff 1930. Glomeris primordialis ingår i släktet Glomeris och familjen klotdubbelfotingar. Inga underarter finns listade i Catalogue of Life.